# Полово (Витебская область)
По́лово (бел. Полава) — деревня в Воропаевском сельсовете Поставского района Витебской области Белоруссии.

## Географическое положение
Находится в 42 км от Постав (по другим данным, в 37 км на северо-восток от города), 250 км от Витебска. В 3 км от деревни находится железнодорожная станция Полово.

## Этимология
В основе названия, вероятно, лежит название место расположения деревни - в поле либо у подножия горы. Топоним вторичного, как правило, патронимического происхождения.

## История
Первые сведения о поселении относятся к середине XVI века, когда оно входило в состав Великого княжества Литовского. 
В 1861 году деревня принадлежала Тизенгаузенам. Территориально относилась к Поставской волости Дисненского уезда Виленской губернии. 
В 1873 году деревня насчитывала 30 ревизских душ. 
В 1905 году в состав селения входили фольварок Пшездецких (456 десятин земли) и хутор Пшездецких Полово (или Трамболовка) - 35 десятин земли. 
С 1921 года Полово представляет собой фольварок в составе Поставской гмины Дуниловичского повята Виленского воеводства Польши. 
В 1939 году селение вошло в состав БССР. 
В 1941 году в Полово была организована молодёжная подпольная группа «За Родину». 
В 1975 году в деревне, представлявшей собой уже центр колхоза, имелись начальная школа, клуб, библиотека, ФАП, магазин. 
В 2001 году имелись клуб, библиотека, почта, магазин и лесничество. По состоянию на тот же год, Полово являлось центром колхоза «Красный маяк».

## Достопримечательности
- Памятник 2 погибшим в Великую Отечественную войну землякам (1967). Располагается рядом со зданием правления колхоза[5][2].

## Население
- 1738 год — 107 дымов, 749 душ[2]
- 1905 год — 100 человек (фольварк), 8 человек (хутор)[2]
- 1923 год — 108 человек, 4 двора[2]
- накануне войны — 114 человек, 37 дворов[2]
- 1963 год — 160 человек, 46 дворов[2]
- 2000 год — 210 человек, 82 двора[3]
- 2001 год — 206 человек, 88 дворов[2]
- 2019 год — 62 человека[1]

## Комментарии
1. ↑  Название и ударение даны по: Назвы населеных пунктаў Рэспублікі Беларусь : Віцебская вобласць: нарматыўны даведнік / пад рэд. В. П. Лемцюговай. — Минск: Тэхналогія, 2009. — С. 337. — 668 с. — ISBN 978-985-458-192-7.